# Raúl Caballero Ramírez
Raúl Caballero Ramírez (Martos, Jaén, España, 16 de enero de 2001), más conocido como Raúl Caballero, es un futbolista español que juega de defensa en la demarcación de delantero. Su actual equipo es la Unión Balompédica Conquense de la Segunda División RFEF.

## Trayectoria
Nacido en Martos, Jaén, Andalucía, Caballero se formó en la cantera del Martos CD y del Real Jaén. En 2017, se incorporó a su equipo juvenil del Córdoba CF en el que estuvo durante dos temporadas. 
El 7 de enero de 2019, debutó con el Córdoba Club de Fútbol "B" en la Tercera División de España, en un encuentro que acabó con derrota por 1-2 contra el Écija Balompié.
En verano de 2019, Caballero fichó por la UD Almería y fue asignado al U.D. Almería "B" de la Tercera División de España. 
En la temporada 2020-21, marcó diez goles con la U.D. Almería "B" e hizo la pretemporada en 2021 con el primer equipo.
El 29 de agosto de 2021, hizo su debut con el primer equipo de la Unión Deportiva Almería en la Segunda División de España, reemplazando a Largie Ramazani en una derrota por 1-2 ante la SD Amorebieta.
Durante la temporada 2021-22, jugó varios encuentros de liga con el primer equipo (incluido uno del Copa del Rey frente a la SD Amorebieta) y alternó participaciones con el filial de la Tercera División RFEF (Grupo IX).
En julio de 2022, firma por el San Fernando C. D. de la Primera Federación.
El 15 de enero de 2023, firma por el Club Deportivo Estepona Fútbol Senior de la Segunda División RFEF.
Un año después, en enero de 2024, se marcha al Club Deportivo Numancia de Soria, para posteriormente firmar en julio del mismo año por la Unión Balompédica Conquense. De su temporada en el equipo castellano-manchego,  cabe destacar un importante gol de falta contra la Unión Deportiva Ibiza que permitió al Conquense pasar de primera ronda de Copa del Rey.

## Clubes
| Club                                  | País   | Año               | Partidos | Goles |
| ------------------------------------- | ------ | ----------------- | -------- | ----- |
| Córdoba Club de Fútbol "B"            | España | 2019              | 1        | 0     |
| Almería B                             | España | 2019 - 2022       | 27       | 9     |
| U.D. Almería                          | España | 2021 - 2022       | 4        | 0     |
| San Fernando C. D.                    | España | 2022              | 4        | 1     |
| Club Deportivo Estepona Fútbol Senior | España | 2023              | 27       | 2     |
| Club Deportivo Numancia de Soria      | España | 2024              | 12       | 0     |
| Unión Balompédica Conquense           | España | 2024 - Actualidad | 25       | 7     |